# Višji raki
Višji raki (znanstveno ime Malacostraca) so največji razred rakov. To so večinoma razmeroma velike živali, ki živijo v različnih okoljih, tudi na kopnem. Značilnost vse skupine je enako število telesnih členov, kolobarjev, tj. 19 (izjemoma 20). Telesne značilnosti so prilagojene različnim načinom življenja in so med posameznimi vrstami lahko zelo raznolike.

## Morfologija
Pogosto so živobarvni in imajo trdo zunanje ogrodje, utrjeno z apnencem. Oklep, če je razvit, ima prostor za škrge in nikoli ne prekriva zadka. 

### Zunanje skupne značilnosti
- Glava ima 6 členov, imajo 2 para tipalnic, 1 par mandibul in 2 para maksimil
- Oprsje sestavlja 8 členov, katerih sprednji (a lahko tudi vsi) se navadno zlijejo z glavo v oprsje. Pri številnih vrstah se 1-3 okončine oprsja preobrazijo v maksilipedije, ki pomagajo pri prehranjevanju. Druge okončine so za premikanje. Pomembna naprava pri višjih rakih so škarje ali kleščice na nogah. Kleščice (subhela) so, če je končni člen okončine prislonjen nazaj ob predzadnjega, ki je takrat navadno malo razširjen (več mišic); pri škarjah (hela) pa je predzadnji člen podaljšan v negibni prst, obenj pa se prislanja končni člen kot gibljivi prst.
- Zadek ima 6 členov in sploščen pahljačast rep (telzon), ki se uporablja za plavanje. Zadkove okončine pomagajo pri plavanju, ritju v tla, paritvi in odlaganju jajčec.
- Oči so pogosto pecljate.

### Notranje skupne značilnosti
Notranja posebnost je zapleten želodec - žvekalnik. Imajo dobro razvito krvožilje in živčevje.

## Klasifikacija
Martin in Davis sta razvrstila živeče višje rake v redove, kasneje so bili pridruženi še izumrli redovi, označeni so z †.
Razred Malacostraca Latreille, 1802
- Podrazred Phyllocarida Packard, 1879

- †Red Archaeostraca
- †Red Hoplostraca
- †Red Canadaspidida
- Red Leptostraca Claus, 1880 (lepostraki)

- Podrazred Hoplocarida Calman, 1904

- Red Stomatopoda Latreille, 1817 (bogomolčarji)

- Podrazred Eumalacostraca Grobben, 1892
  - Superred Syncarida Packard, 1885
    - †Red Palaeocaridacea
    - Red Bathynellacea Chappuis, 1915 (peščinarji)
    - Red Anaspidacea Calman, 1904

  - Superred Peracarida Calman, 1904
    - Red Spelaeogriphacea Gordon, 1957
    - Red Thermosbaenacea Monod, 1927
    - Red Lophogastrida Sars, 1870
    - Red Mysida Haworth, 1825 (kozice vrečarke)
    - Red Mictacea Bowman, Garner, Hessler, Iliffe & Sanders, 1985
    - Red Amphipoda Latreille, 1816 (postranice ali bibe)
    - Red Isopoda Latreille, 1817 (mokrice ali enakonožci)
    - Red Tanaidacea Dana, 1849 (škarjevke)
    - Red Cumacea Krøyer, 1846 (repači)

  - Superred  Eucarida Calman, 1904
    - Red Euphausiacea Dana, 1852
    - Red Amphionidacea Williamson, 1973
    - Red Decapoda Latreille, 1802 (deseteronožci)